# Luis Gianneo
Luis Gianneo (født 9. januar 1897 i Buenos Aires, Argentina – død 15. august 1968) var en argentinsk komponist, dirigent, professor, pianist og organist.
Gianneo studerede klaver, harmonilære og kontrapunkt på musikkonservatoriet i Buenos Aires.
Han dirigerede mange symfoniorkestre i verden, f.eks. det kongelige musikkonservatoriums symfoniorkester i Torino og APO symfoniorkester i Buenos Aires.
Han var gennem årene professor i musik på mange forskellige skoler og konservatorier i Buenos Aires.
Gianneo har skrevet tre symfonier, orkesterværker, balletmusik, violinkoncerter, kammermusik, korværker etc.